# بيتر دوسن (سياسي)
بيتر دوسن هو سياسي كندي، ولد في 11 أبريل 1892، وتوفي في 24 مارس 1963 بإدمونتون في كندا. حزبياً، نشط في حزب الائتمان الاجتماعي في ألبرتا ‏. وقد انتخب عضو الجمعية التشريعية ألبرتا.